# Vítek II. starší z Krumlova
Vítek II. starší (po 1160 – po 1236) byl český šlechtic, příslušník rodu Vítkovců, druhorozený syn Vítka I. z Prčice, zakladatel jednoho z pěti vítkovských rozrodů, vládnoucího na levém břehu Vltavy – pánů z Krumlova, a legendární zakladatel krumlovského hradu a tedy i města Český Krumlov.

## Život
Vítek II. byl druhorozený syn významného šlechtice na dvoře krále Vladislava II. Vítka z Prčice, který v druhé polovině 12. století přesídlil do jižních Čech a následně ovládl většinu tamního území.
Na konci svého života měl Vítek I. dle legendy své rozsáhlé panství rozdělit během tzv. dělení růží mezi pět svých synů, přičemž každý z nich získal do erbu pětilistou šípkovou růži a část otcova panství, čímž se každý stal i zakladatelem jednoho vítkovského rozrodu. Vítek II. starší během tohoto mytického aktu obdržel jako erb zelenou pětilistou růži na stříbrném poli a otcovu půdu při levém břehu Vltavy. Zbylí čtyři bratři pak založili rozrody pánů z Rožmberka, pánů z Hradce, pánů z Landštejna a Třeboně a pánů ze Stráže a Ústí.
Přesná data narození a úmrtí Vítka II. staršího nejsou známa, avšak písemné zprávy o něm pocházejí z roku 1212 a 1236. Jeho manželkou, jejíž jméno rovněž není známo, byla dcera hlavy starobylého severočeského rodu Markvarticů Záviše. Z jejichž manželství vzešel jeden syn, následník rodu pánů z Krumlova, Záviš z Nechanic (?1200–1257).
Podobně jako jeho otec Vítek I., který na královském dvoře působil jako královský stolník, vykonával v letech 1195–1236 Vítek II. ceremoniální funkci podkomořího.

### Vznik Krumlovského hradu

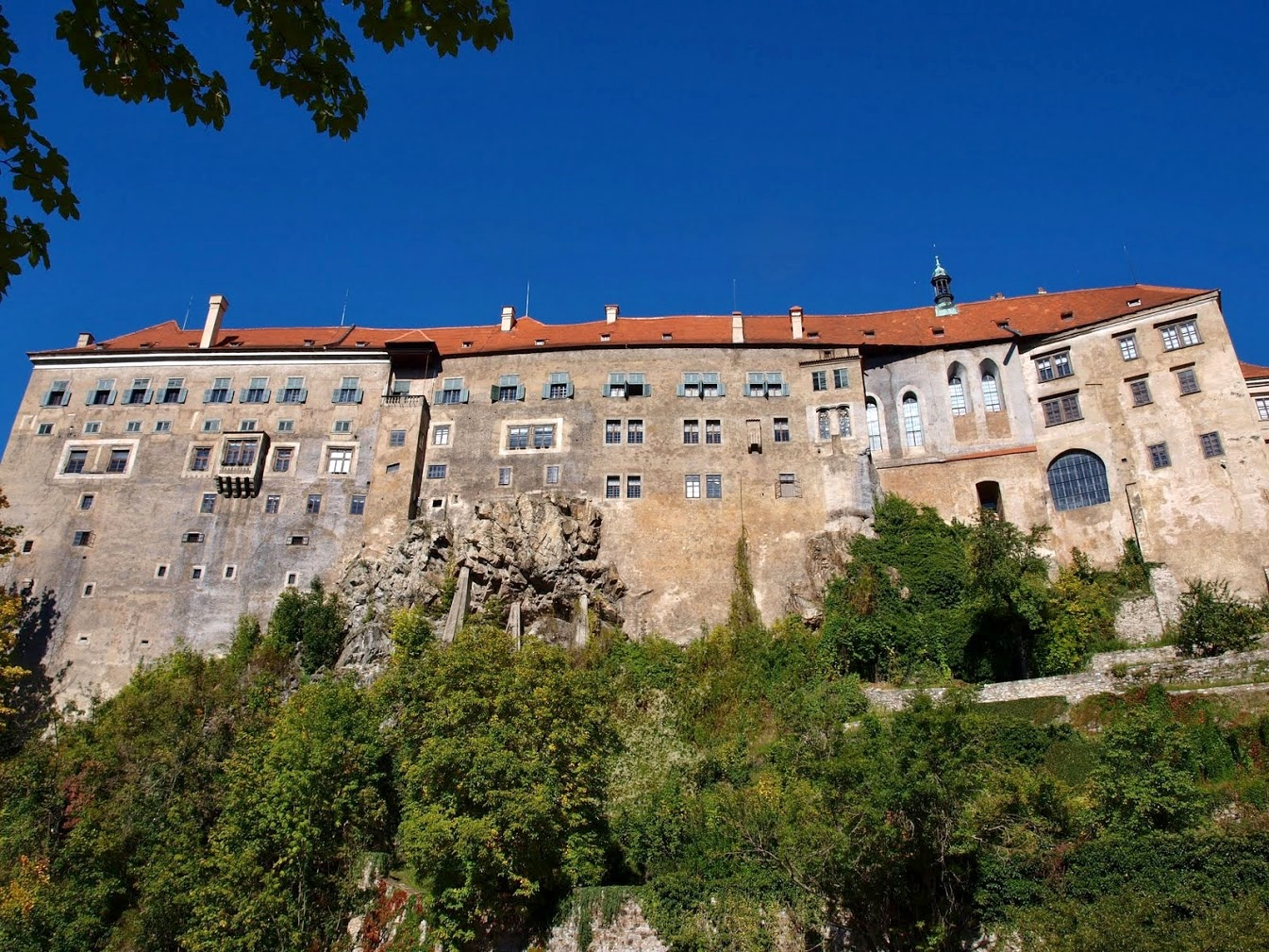
Českokrumlovský hrad na skalním ostrohu nad Vltavou

Přestože bývá podle pozdějšího sídla svého rodu uváděn s přídomkem z Krumlova, existence krumlovského hradu není v době jeho vlády doložena. Předpokládá se však, že hrad byl založen někdy mezi léty 1230–1239. Vítek II. byl také patrně vlastníkem významného obchodního střediska na Linecké stezce, Přídolí. V té době stával na Strážném vrchu nad vsí dřevěný hrádek. Obchodní význam Přídolí byl posílen roku 1231, kdy zde byl založen solný sklad.

### Legenda ozaložení Českého Krumlova
Podle legendy sídlili na skalním ostrohu, kde dnes stojí krumlovský hrad, lapkové, kteří přepadávali obchodníky a karavany na Linecké stezce. Vítek II. se proto rozhodl proti loupežníkům zakročit a se svou družinou zaútočil na jejich skalní doupě. Rytíři loupežníky porazili a vypálili jejich sídlo. Vítek poté na onom místě vystavěl hrádek, aby se již lapkové do místních lesů nikdy nevrátili. Tak měl být založen krumlovský hrad a město Český Krumlov.